# Юнацький чемпіонат Європи з футболу (U-19) 2008 (елітний раунд)
Юнацький чемпіонат Європи з футболу (U-19) 2008 (елітний раунд) — відбірний етап, що пройшов у 2008 році. До фінального турніру потрапили сім збірних, збірна Чехії, як господар була вільна від відбору.

## Група 1
| Збірна   | І | В | Н | П | ГЗ | ГП | РГ | О |
| -------- | - | - | - | - | -- | -- | -- | - |
| Англія   | 3 | 2 | 1 | 0 | 3  | 0  | 3  | 7 |
| Білорусь | 3 | 1 | 1 | 1 | 1  | 4  | −3 | 4 |
| Польща   | 3 | 1 | 0 | 2 | 1  | 2  | −2 | 3 |
| Сербія   | 3 | 1 | 0 | 2 | 4  | 2  | 2  | 3 |

| 26 травня 2008 12:30 UTC+1 |

| Англія               | 2 – 0    | Польща |
| -------------------- | -------- | ------ |
| Сірс 28', 87' (пен.) | Протокол |        |

| Міський стадіон, Борисов Арбітр: Ларс Крістофферсен (Данія) |

| 26 травня 2008 15:30 UTC+1 |

| Білорусь | 0 – 4    | Сербія                                 |
| -------- | -------- | -------------------------------------- |
|          | Протокол | Вукович 1', 41' Мілоевич 57' Гулан 75' |

| Трактор, Мінськ Арбітр: Радек Прігода (Чехія) |

| 28 травня 2008 12:30 UTC+1 |

| Англія    | 1 – 0    | Сербія |
| --------- | -------- | ------ |
| Генрі 56' | Протокол |        |

| Міський стадіон, Борисов Арбітр: Ларс Крістофферсен (Данія) |

| 28 травня 2008 15:30 UTC+1 |

| Польща | 0 – 1    | Білорусь      |
| ------ | -------- | ------------- |
|        | Протокол | Талканіца 77' |

| Трактор, Мінськ Арбітр: Гючек (Туреччина) |

| 31 травня 2008 15:00 UTC+1 |

| Білорусь | 0 – 0    | Англія |
| -------- | -------- | ------ |
|          | Протокол |        |

| Трактор, Мінськ Арбітр: Радек Прігода (Чехія) |

| 31 травня 2008 15:00 UTC+1 |

| Сербія | 0 – 1    | Польща    |
| ------ | -------- | --------- |
|        | Протокол | Лукаш 66' |

| Міський стадіон, Борисов Арбітр: Гючек (Туреччина) |

## Група 2
| Збірна     | І | В | Н | П | ГЗ | ГП | РГ | О |
| ---------- | - | - | - | - | -- | -- | -- | - |
| Угорщина   | 3 | 2 | 1 | 0 | 5  | 3  | 2  | 7 |
| Португалія | 3 | 2 | 0 | 1 | 8  | 2  | 6  | 6 |
| Кіпр       | 3 | 1 | 0 | 2 | 2  | 7  | −5 | 3 |
| Литва      | 3 | 0 | 1 | 2 | 3  | 6  | −3 | 1 |

| 19 травня 2008 16:30 UTC+1 |

| Португалія                                                                     | 5 – 0    | Кіпр |
| ------------------------------------------------------------------------------ | -------- | ---- |
| Рібейру 5' Нелсон Олівейра 7' Мігел Вітор 15' Карвальяш 33' Кіріаку 90' (авт.) | Протокол |      |

| Вароші, Татабанья Арбітр: Мечкаровскі (Македонія) |

| 19 травня 2008 18:00 UTC+1 |

| Угорщина                  | 2 – 2    | Литва           |
| ------------------------- | -------- | --------------- |
| Гоштоні 33' Презінгер 52' | Протокол | Папшус 66', 72' |

| Шоштой, Секешфегервар Арбітр: Рафаті ( Німеччина) |

| 21 травня 2008 16:30 UTC+1 |

| Литва      | 1 – 3    | Португалія                                           |
| ---------- | -------- | ---------------------------------------------------- |
| Папшус 73' | Протокол | Мігел Вітор 34' Рубен Ліма 85' Нелсон Олівейра 90+4' |

| Вароші, Татабанья Арбітр: Мечкаровскі (Македонія) |

| 21 травня 2008 18:00 UTC+1 |

| Угорщина              | 2 – 1    | Кіпр      |
| --------------------- | -------- | --------- |
| Немет 37' (пен.), 57' | Протокол | Ефрем 78' |

| Шоштой, Секешфегервар Арбітр: Росадос (Андорра) |

| 24 травня 2008 16:30 UTC+1 |

| Португалія | 0 – 1    | Угорщина  |
| ---------- | -------- | --------- |
|            | Протокол | Немет 62' |

| Шоштой, Секешфегервар Арбітр: Рафаті ( Німеччина) |

| 24 травня 2008 16:30 UTC+1 |

| Кіпр             | 1 – 0    | Литва |
| ---------------- | -------- | ----- |
| Ефрем 70' (пен.) | Протокол |       |

| Вароші, Татабанья Арбітр: Росадос (Андорра) |

## Група 3
| Збірна   | І | В | Н | П | ГЗ | ГП | РГ | О |
| -------- | - | - | - | - | -- | -- | -- | - |
| Болгарія | 3 | 3 | 0 | 0 | 5  | 1  | 4  | 9 |
| Ісландія | 3 | 2 | 0 | 1 | 5  | 4  | 1  | 6 |
| Норвегія | 3 | 1 | 0 | 2 | 4  | 5  | −1 | 3 |
| Ізраїль  | 3 | 0 | 0 | 3 | 0  | 4  | −4 | 0 |

| 27 квітня 2008 14:00 UTC+1 |

| Ізраїль | 0 – 1    | Болгарія     |
| ------- | -------- | ------------ |
|         | Протокол | Цветанов 11' |

| Ліслебі, Фредрікстад |

| 27 квітня 2008 17:00 UTC+1 |

| Норвегія | 2 – 3    | Ісландія |
| -------- | -------- | -------- |
|          | Протокол |          |

| Меллос, Мосс |

| 29 квітня 2008 18:00 UTC+1 |

| Норвегія | 0 – 2    | Болгарія                           |
| -------- | -------- | ---------------------------------- |
|          | Протокол | Александров 28' (пен.) Мустафа 39' |

| Ліслебі, Фредрікстад Арбітр: Лісвелд ( Нідерланди) |

| 29 квітня 2008 18:00 UTC+1 |

| Ісландія      | 1 – 0    | Ізраїль |
| ------------- | -------- | ------- |
| Сігурдссон 7' | Протокол |         |

| Сарпсборг, Сарпсборг Арбітр: Йованетич (Сербія) |

| 2 травня 2008 18:00 UTC+1 |

| Ізраїль | 0 – 2    | Норвегія            |
| ------- | -------- | ------------------- |
|         | Протокол | Оррі Ларсен 8', 42' |

| Сарпсборг, Сарпсборг Арбітр: Лісвелд ( Нідерланди) |

| 2 травня 2008 18:00 UTC+1 |

| Болгарія                   | 2 – 1    | Ісландія                |
| -------------------------- | -------- | ----------------------- |
| Цветанов 30' Зехіров 90+2' | Протокол | Сігурдссон 90+4' (пен.) |

| Роде Ідреттспарк, Роде Арбітр: Віктор Швецов (Україна) |

## Група 4
| Збірна     | І | В | Н | П | ГЗ | ГП | РГ | О |
| ---------- | - | - | - | - | -- | -- | -- | - |
| Німеччина  | 3 | 2 | 1 | 0 | 9  | 4  | 5  | 7 |
| Хорватія   | 3 | 1 | 2 | 0 | 5  | 3  | 2  | 5 |
| Словаччина | 3 | 0 | 2 | 1 | 5  | 8  | −3 | 2 |
| Албанія    | 3 | 0 | 1 | 2 | 2  | 6  | −4 | 1 |

| 22 травня 2008 11:00 UTC+1 |

| Словаччина | 1 – 1    | Хорватія  |
| ---------- | -------- | --------- |
| Стох 12'   | Протокол | Поляк 41' |

| СФМ Сенец, Велкі Біл Арбітр: Мюррей (Шотландія) |

| 22 травня 2008 11:00 UTC+1 |

| Німеччина               | 2 – 0    | Албанія |
| ----------------------- | -------- | ------- |
| Аюділек 6' Дікмайєр 36' | Протокол |         |

| NTC, Сенец Арбітр: Кукулакіс (Греція) |

| 24 травня 2008 11:00 UTC+1 |

| Словаччина               | 2 – 2    | Албанія                |
| ------------------------ | -------- | ---------------------- |
| Якубяк 27' Сильвестр 41' | Протокол | Метані 8' Мустафай 14' |

| NTC, Сенец Арбітр: Кукулакіс (Греція) |

| 24 травня 2008 11:00 UTC+1 |

| Хорватія                     | 2 – 2    | Німеччина               |
| ---------------------------- | -------- | ----------------------- |
| Пріїч 51' (пен.) Смрекар 59' | Протокол | Гебгарт 64', 86' (пен.) |

| Под Зобором, Нітра Арбітр: Карлос Мігел Таборда (Португалія) |

| 27 травня 2008 11:00 UTC+1 |

| Німеччина                                                           | 5 – 2    | Словаччина                   |
| ------------------------------------------------------------------- | -------- | ---------------------------- |
| Накі 8' Гебгарт 16' (пен.) Фішер 43' Ріссе 71' (пен.) С. Бендер 84' | Протокол | Дікмайєр 4' (авт.) Супак 55' |

| Под Зобором, Нітра Арбітр: Карлос Мігел Таборда (Португалія) |

| 27 травня 2008 11:00 UTC+1 |

| Албанія | 0 – 2    | Хорватія             |
| ------- | -------- | -------------------- |
|         | Протокол | Пріїч 10' Малоча 64' |

| NTC, Сенец Арбітр: Мюррей (Шотландія) |

## Група 5
| Збірна     | І | В | Н | П | ГЗ | ГП | РГ | О |
| ---------- | - | - | - | - | -- | -- | -- | - |
| Греція     | 3 | 2 | 0 | 1 | 6  | 4  | +2 | 6 |
| Росія      | 3 | 1 | 1 | 1 | 5  | 6  | −1 | 4 |
| Молдова    | 3 | 1 | 1 | 1 | 3  | 2  | +1 | 4 |
| Нідерланди | 3 | 0 | 2 | 1 | 3  | 4  | −1 | 2 |

| 24 травня 2008 16:00 UTC+1 |

| Росія                         | 2 – 2    | Нідерланди            |
| ----------------------------- | -------- | --------------------- |
| Маґвайр 5' (авт.) Мочалін 46' | Протокол | Вейналдум 18' Фер 71' |

| Муніципальний, Аргос Орестік Арбітр: Роккі (Італія) |

| 24 травня 2008 18:00 UTC+1 |

| Греція      | 1 – 2    | Молдова                |
| ----------- | -------- | ---------------------- |
| Мацукас 28' | Протокол | Катан 17' Андронік 80' |

| Муніципальний, Касторія Арбітр: Єннжімі (Франція) |

| 26 травня 2008 16:00 UTC+1 |

| Росія                 | 2 – 1    | Молдова   |
| --------------------- | -------- | --------- |
| Рижов 21' Песегов 50' | Протокол | Катан 34' |

| Муніципальний, Аргос Орестік Арбітр: Калуджерович (Чорногорія) |

| 26 травня 2008 18:00 UTC+1 |

| Греція                          | 2 – 1    | Нідерланди |
| ------------------------------- | -------- | ---------- |
| Матсукас 71' Нініс 90+1' (пен.) | Протокол | Зефуйк 87' |

| Муніципальний, Касторія Арбітр: Роккі (Італія) |

| 29 травня 2008 16:00 UTC+1 |

| Греція                          | 3 – 1    | Росія          |
| ------------------------------- | -------- | -------------- |
| Павліс 17', 63' Пападопулос 54' | Протокол | Горбатенко 21' |

| Муніципальний, Касторія Арбітр: Єннжімі (Франція) |

| 29 травня 2008 16:00 UTC+1 |

| Молдова | 0 – 0    | Нідерланди |
| ------- | -------- | ---------- |
|         | Протокол |            |

| Муніципальний, Аргос Орестік Арбітр: Калуджерович (Чорногорія) |

## Група 6
| Збірна    | І | В | Н | П | ГЗ | ГП | РГ | О |
| --------- | - | - | - | - | -- | -- | -- | - |
| Італія    | 3 | 3 | 0 | 0 | 6  | 0  | 6  | 9 |
| Франція   | 3 | 2 | 0 | 1 | 5  | 5  | 0  | 6 |
| Швейцарія | 3 | 1 | 0 | 2 | 6  | 6  | 0  | 3 |
| Швеція    | 3 | 0 | 0 | 3 | 2  | 8  | −6 | 0 |

| 26 травня 2008 18:30 UTC+1 |

| Італія                     | 2 – 0    | Швеція |
| -------------------------- | -------- | ------ |
| Палоскі 42' Форестієрі 76' | Протокол |        |

| Октудюр, Мартіньї Арбітр: Карлос Веласко Карбальйо (Іспанія) |

| 26 травня 2008 18:30 UTC+1 |

| Франція                    | 3 – 2    | Швейцарія            |
| -------------------------- | -------- | -------------------- |
| Малонга 31', 63' Робер 80' | Протокол | Фрай 61', 90' (пен.) |

| де Сен-Жермен, Савьез Арбітр: Нзоло (Бельгія) |

| 28 травня 2008 18:30 UTC+1 |

| Італія                | 2 – 0    | Швейцарія |
| --------------------- | -------- | --------- |
| Палоскі 53' Окака 78' | Протокол |           |

| Турбійон, Сьйон Арбітр: Нзоло (Бельгія) |

| 28 травня 2008 18:30 UTC+1 |

| Швеція        | 1 – 2    | Франція              |
| ------------- | -------- | -------------------- |
| Фагерберг 82' | Протокол | Робер 3' Обертан 32' |

| де Сен-Жермен, Савьез Арбітр: Анастасіос Какос (Греція) |

| 31 травня 2008 17:30 UTC+1 |

| Франція | 0 – 2    | Італія               |
| ------- | -------- | -------------------- |
|         | Протокол | Маззарані 65', 90+3' |

| Турбійон, Сьйон Арбітр: Карлос Веласко Карбальйо (Іспанія) |

| 31 травня 2008 17:30 UTC+1 |

| Швейцарія                                 | 4 – 1    | Швеція     |
| ----------------------------------------- | -------- | ---------- |
| Фрай 64', 90+3' Гавранович 68' Штокер 73' | Протокол | Екдаль 55' |

| Октудюр, Мартіньї Арбітр: Анастасіос Какос (Греція) |

## Група 7
| Збірна    | І | В | Н | П | ГЗ | ГП | РГ | О |
| --------- | - | - | - | - | -- | -- | -- | - |
| Іспанія   | 3 | 3 | 0 | 0 | 10 | 3  | 7  | 9 |
| Україна   | 3 | 2 | 0 | 1 | 5  | 3  | 2  | 6 |
| Туреччина | 3 | 1 | 0 | 2 | 2  | 7  | −5 | 3 |
| Вірменія  | 3 | 0 | 0 | 3 | 3  | 7  | −4 | 0 |

| 22 травня 2008 11:00 UTC+1 |

| Туреччина                | 2 – 1    | Вірменія     |
| ------------------------ | -------- | ------------ |
| Йилдирим 10' Сентюрк 61' | Протокол | Восканян 43' |

| Котайк, Абовян Арбітр: Сабо (Угорщина) |

| 22 травня 2008 14:00 UTC+1 |

| Україна              | 1 – 3    | Іспанія                   |
| -------------------- | -------- | ------------------------- |
| Ярмоленко 18' (пен.) | Протокол | Нсуе 22', 90+1' Аарон 65' |

| Марзік, Аштарак Арбітр: Теннер (Англія) |

| 24 травня 2008 11:00 UTC+1 |

| Україна            | 1 – 0    | Вірменія |
| ------------------ | -------- | -------- |
| Антонян 23' (авт.) | Протокол |          |

| Котайк, Абовян Арбітр: Александру Дякону (Румунія) |

| 24 травня 2008 14:00 UTC+1 |

| Іспанія                    | 3 – 0    | Туреччина |
| -------------------------- | -------- | --------- |
| Камачо 47', 83' Боладо 62' | Протокол |           |

| Марзік, Аштарак Арбітр: Теннер (Англія) |

| 27 травня 2008 12:00 UTC+1 |

| Туреччина | 0 – 3    | Україна                     |
| --------- | -------- | --------------------------- |
|           | Протокол | Кравець 17', 76' Довгий 41' |

| Марзік, Аштарак Арбітр: Сабо (Угорщина) |

| 27 травня 2008 12:00 UTC+1 |

| Вірменія                    | 2 – 4    | Іспанія                                         |
| --------------------------- | -------- | ----------------------------------------------- |
| Восканян 21' Гйозалян 45+1' | Протокол | Боладо 45+1' Антонян 50' (авт.) Меріда 84', 87' |

| Котайк, Абовян Арбітр: Александру Дякону (Румунія) |